# 胡庭蘭
胡庭蘭（1507年—1581年），字伯賢，號相江，廣東廣州府增城縣人，明朝政治人物、學者。嘉靖己酉解元，聯捷庚戌進士。官至雲南僉事。

## 生平
嘉靖二十二年（1543年）应乡试，本荐为第一，但策论中有讥讽执政之语，被御史黜落。嘉靖二十八年（1549年）己酉科廣東鄉試第一名舉人。嘉靖二十九年（1550年）聯捷庚戌科會試第三百十三名，二甲第四十五名進士。授南京户部主事，迁北京陕西司员外郎。嘉靖三十五年（1556年）夏五月，出任福建佥事，提督學政。任內抗倭寇有功。然而，忌者议其越俎代庖，三十八年正月考察調簡，改云南按察司兵备僉事。再被構陷，移疾归，不复出。鄉居主鳳臺書院講席，融合王守仁、湛若水学说。曾倡建城南雁塔。卒年七十五。

## 著作
著有《诗意讲意》、《相江子集》。

## 家族
曾祖胡通；祖父胡璋，字資禮，甌寧知縣；父胡鳳虞。前母湯氏；母單氏。永感下。弟庭萼。